# Zarkt
Zarkt  (in arabo زرقات‎?) è un centro abitato e comune rurale del Marocco situato nella provincia di Al-Hoseyma, regione di Tangeri-Tetouan-Al Hoceima. Conta una popolazione di 6 691 abitanti (censimento 2014).